# Natrojarosyt
Natrojarosyt – minerał klasy siarczanów.
Nazwa nawiązuje do jego składu z dominującym sodem (łac. natrium) i podobieństwa do jarosytu. 

## Właściwości
Krystalizuje w układzie trygonalnym. Wykształca kryształy o pokroju tabliczkowym, wrzecionowatym, pseudosześciennym oraz łuskowatym. Jest minerałem kruchym, przezroczystym do przeświecającego. Posiada białą rysę oraz szklisty połysk. Rozpuszcza się wolno w kwasie solnym. 

## Występowanie
Występuje w strefie utleniania wystąpień hydrotermalnych. Towarzyszą mu jarosyt, kwarc, goethyt, skorodyt, arseniosyderyt, farmakosyderyt, gips, epsomit i skamieniałe drewno.

## Miejsce występowania
Typową lokalizacja występowania natrojarosytu jest Nevada. Poza tym na terenie USA spotykany jest także w Kalifornii, Utah i Kolorado. Na świecie występuje ponadto w Australii, Austrii, Belgii, Anglii, Hiszpanii, Rosji, Norwegii, Namibii, we Włoszech, Grecji, Niemczech, Kanadzie oraz Chile. W Polsce stwierdzony na Śląsku.

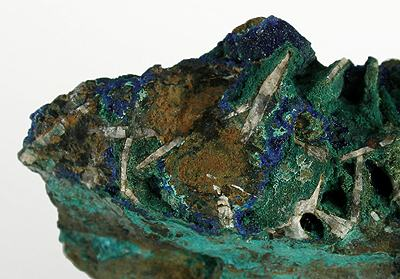
w towarzystwie jarosytu z Utah